# Sergio Mulet
Sergio Mulet (Marsella, Francia, 1942 – Transilvania, Rumania, 2007) fue escritor, actor, guionista, modelo publicitario, boxeador y guardaespaldas. Se convirtió en una figura destacada de la contracultura y de la Generación Beat en Argentina durante la década de 1960. Es recordado especialmente por su novela Tiro de gracia y su adaptación cinematográfica homónima, consideradas obras de culto. Además, integró el grupo literario Opium, junto a Reynaldo Mariani, Ruy Rodríguez y Marcelo Fox.

## Biografía
Aunque nació en Marsella, Francia, en 1942, Sergio Mulet fue reconocido como una figura plenamente identificada con la cultura porteña, al punto de ser considerado “más porteño que el Obelisco”. Durante la década de 1960, se convirtió en uno de los protagonistas de “La Manzana Loca”, un circuito emblemático de la bohemia de Buenos Aires, delimitado por las calles Marcelo T. de Alvear, Leandro N. Alem, Maipú y la avenida Córdoba. Este ámbito reunía espacios y personajes centrales de la contracultura local, con lugares como el Instituto Di Tella y el Bar Moderno como centros de actividad cultural y artística. Apodado “el Yeti” por su entorno, Mulet se destacó por su imagen de tipo audaz, con una notable capacidad para desenvolverse en los diversos círculos culturales de la época. Era valorado por su facilidad para establecer vínculos en el ámbito cinematográfico, lo que, según testimonios de sus contemporáneos, abría puertas al resto de sus compañeros. Si bien los principales referentes literarios del Grupo Opium eran Reynaldo Mariani y Ruy Rodríguez, Mulet cumplía el rol de “grupo de choque”, y era descrito como un personaje pintoresco y resuelto, con tendencia a zanjar disputas morales o estéticas de manera intempestiva.

## Grupo Opium

De izquierda a derecha: Isidoro Laufer, Ruy Rodríguez, Sergio Mulet y Reynaldo Mariani.

El Grupo Opium y sus integrantes estuvieron marcadamente influenciados por la Generación Beat, un movimiento literario y contracultural surgido en los Estados Unidos a mediados del siglo XX, cuyos principales referentes fueron Jack Kerouac, William S. Burroughs, Allen Ginsberg, Gregory Corso y Lawrence Ferlinghetti. En Argentina, parte de esa influencia se canalizó a través de la figura de Miguel Grinberg, quien se desempeñó como escritor, traductor y editor, y tuvo un papel central en la introducción y difusión de dicha corriente en el país. Durante ese período, Grinberg tradujo al español algunas de las obras de la Generación Beat, mantuvo contacto con varios de sus representantes y frecuentó los espacios culturales de la bohemia porteña vinculados al Grupo Opium. Su actividad fue significativa para el establecimiento de vínculos entre la contracultura estadounidense y los movimientos culturales emergentes en la Argentina durante las décadas de 1960 y 1970. Si bien los integrantes del Grupo Opium no se identificaban formalmente con esa denominación ni se asumían como parte orgánica de la Generación Beat, desarrollaron una expresión propia, adaptada al contexto local y marcada por las condiciones sociales, políticas y culturales del país en ese momento. No obstante, aceptaron ser llamados “beatniks” debido al impacto mediático del término y a las ventajas prácticas que ello implicaba. Según el testimonio de Reynaldo Mariani, dicha etiqueta les permitía, por ejemplo, “chupar gratis”.
El Grupo Opium se caracterizó por una propuesta poética orientada a cuestionar las estructuras dominantes en el campo literario argentino de la época, en particular aquellas asociadas a la tradición académica y al compromiso político militante. Su proyecto se articulaba en torno a una “poesía de la existencia inmediata”, que partía de lo cotidiano para transformarlo mediante un lenguaje de gran intensidad expresiva. A diferencia de otros círculos intelectuales vinculados al ámbito de la calle Corrientes, cuyas posiciones se alineaban con la Revolución Cubana y con orientaciones ideológicas de izquierda, los miembros de Opium adoptaron posturas generalmente menos comprometidas en términos políticos, privilegiando una actitud vanguardista tanto desde lo estético como desde lo existencial. Sus integrantes cultivaban una formación orientada a la exploración espiritual y vinculaban el uso de sustancias psicoactivas con la ampliación de la sensibilidad poética. Esta orientación contracultural se manifestaba en el rechazo de las normas académicas, de los circuitos institucionales y del mercado editorial, y en la afirmación de una literatura concebida como experiencia vital. El manifiesto de Opium, publicado en su revista, sintetizaba esa posición: “Porque no somos ángeles, porque no somos santos, porque no somos buenos vecinos; porque somos inútiles, porque somos escritores que no escriben... porque estamos completamente equivocados y porque no queremos competir ni triunfar en la vida y ser alguien”. En otro pasaje expresaban: “Nos conocimos orinando en baños donde leímos que Perón o Tarzán nos salvarían; nos miramos a los ojos y sonreímos: ninguno quería ser salvado”. La escritura del grupo, de tono confesional e inconformista, se caracterizaba por un estilo directo, veloz y rítmico, influido por la cadencia del jazz bebop, y operaba como una forma de resistencia cultural frente al clima represivo de la época.
La experiencia del Grupo Opium constituyó un caso singular dentro del panorama cultural de América Latina, ya que no se desarrollaron expresiones comparables vinculadas a la Generación Beat en otros países de la región. En ese sentido, el fenómeno argentino se destacó como una manifestación única en el ámbito hispanoamericano, tanto por su apropiación de influencias del movimiento beat estadounidense como por el modo en que las reformuló desde una perspectiva local y original.

## Producción literaria
Sergio Mulet fue uno de los miembros fundadores y una figura central del colectivo literario Grupo Opium. Participó activamente en la redacción del manifiesto del grupo, documento que condensaba los principios estéticos, existenciales y contraculturales que orientaban su producción. Asimismo, colaboró de manera sostenida en la revista Opium, publicación literaria que funcionó como principal órgano de difusión del grupo, donde Mulet publicó poemas, relatos y diversos textos en los distintos números que conformaron su trayectoria.
Dentro de su producción literaria, en 1964 publicó 5 Cuentos 5 Xilografías, una carpeta artística editada por los Talleres Gráficos de Bosolino Sabbatini. La obra reunió cinco cuentos de su autoría acompañados por cinco xilografías realizadas por el artista Roberto Duarte. Se trató de una edición limitada de 100 ejemplares numerados, en la que cada xilografía figuraba titulada, numerada, fechada y firmada por su autor. La edición estuvo al cuidado de Juan José Chiappe.
En 1966 apareció Soy tu patrón, una colección de catorce cuentos publicada por Montanari Editores. La obra, ilustrada con una fotografía de portada de Katy y un retrato del autor en su interior, condensó las inquietudes de una generación contracultural fuertemente influenciada por la estética y las ideas de la Generación Beat estadounidense.
En 1977, Mulet escribió y dirigió El sueño y la memoria: acto sacramental sin teología en nueve movimientos, una obra teatral que integró distintas disciplinas y lenguajes escénicos. La puesta en escena incluyó entrenamiento corporal y danza a cargo de Robertino Granados, música original compuesta por Luis Alberto Spinetta y máscaras y elementos escenográficos diseñados por Antonio Berni, configurando una propuesta interdisciplinaria de vanguardia.
La novela Tiro de gracia (1969), publicada en noviembre de ese año por Ediciones del Mediodía, constituyó su obra más reconocida y emblemática. La obra se inicia con una cita de Buenaventura Durruti: “No tenemos miedo alguno a las ruinas, heredaremos la tierra, llevamos un mundo nuevo aquí en nuestros corazones, y ese mundo crece en este mismo instante.” Considerada la novela más importante y representativa del denominado Movimiento Beat en Argentina, fenómeno singular y único dentro de América Latina, la obra refleja las ansias, tensiones e impulso creativo de un grupo de jóvenes que rechazaban el clima represivo de su época y que se reunían en distintos bares porteños para debatir sobre arte, política y literatura, en un ambiente atravesado por la rebeldía, el inconformismo y la bohemia porteña de la década del ’60. Su protagonista, Daniel, encarna ese espíritu bohemio y contestatario, característico no solo de una generación sino, en particular, de un sector de la juventud porteña vinculada a los movimientos contraculturales. La novela funciona, además, como un testimonio de época y anticipa, desde su tono y planteos, parte de la violencia social y política que marcaría a la Argentina y Sudamérica en los años siguientes. Semanas antes de su publicación, la novela fue adaptada al cine con el mismo título, Tiro de gracia, bajo la dirección de Ricardo Becher. El guion cinematográfico estuvo a cargo del propio Sergio Mulet, quien además asumió el papel protagónico. La película resultó notable por varios hitos históricos, entre ellos, haber sido la primera producción cinematográfica argentina en contar con una banda de rock nacional como autora de su banda sonora. En este caso, el grupo Manal, referente del blues y del incipiente rock en Iberoamérica, compuso e interpretó la música original del film, marcando un precedente en la relación entre el cine y la música popular urbana en Argentina.

## Tiro de gracia (1969) – Adaptación cinematográfica

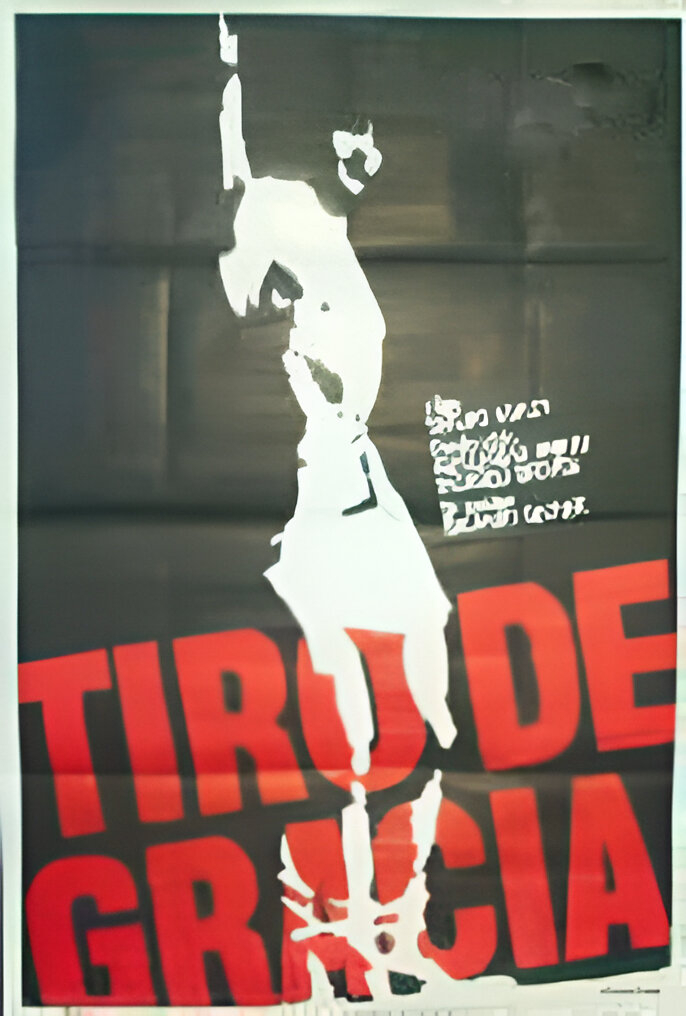
Afiche de Tiro de gracia

La novela de Sergio Mulet fue adaptada al cine en una producción filmada durante 1968 y estrenada el 2 de octubre de 1969, bajo el mismo título: Tiro de gracia. La dirección estuvo a cargo de Ricardo Becher, mientras que el guion cinematográfico fue escrito en colaboración con Sergio Mulet, autor de la obra original, quien además asumió el rol protagónico.
La película narra las experiencias de Daniel, personaje interpretado por Mulet, y su grupo de amigos, quienes subsisten realizando trabajos ocasionales mientras por las noches se reúnen en el Bar Moderno. La trama transcurre entre conversaciones, encuentros nocturnos, episodios de alcohol y las complejidades afectivas de sus protagonistas. Asimismo, incorporó temáticas inusuales para el cine argentino del período, como la figura de un taxi boy, integrando elementos de provocación y ruptura con los esquemas narrativos tradicionales.
Con una duración de 101 minutos y clasificación PM18, la película fue producida por Guillermo Smith y Ricardo Becher, y distribuida por Contracuadro. Es considerada una obra representativa del denominado Grupo de los 5, un colectivo de realizadores provenientes del ámbito publicitario que confluyó en el cine argentino durante la década de 1960. Este grupo, activo durante un breve lapso de tres o cuatro años, produjo una decena de largometrajes de circulación limitada, caracterizados por su etapa de apertura formal, experimentación estética y abordaje de problemáticas contemporáneas mediante un lenguaje directo y rupturista. El Instituto Di Tella y su entorno, la llamada “Manzana Loca”, el bar Moderno y la Plaza San Martín, constituyeron el paisaje temático y formal de referencia para este grupo, incorporando recursos como el happening, la performance y la improvisación.
El elenco principal y secundario de la película estuvo conformado por: Sergio Mulet (Daniel), Franca Tosato (Josefina), María Vargas (La Negra), Cristina Plate (Greta), Alejandro Holst (Quique), Mario Skubin (Mario), Javier Martínez (Paco), Bocha Mantiniani (Carlos), Poni Micharvegas, Perla Caron, Roberto Plate, Alfredo Plank, Clao Villanueva, Juan Carlos Gené, Susana Giménez, Marucha Bó, Marta Cerain, Abel Sáenz Buhr, Edgardo Suárez, Lilly Vicet, Pérez Celis, Horacio Bustos, Federico Peralta Ramos, Oscar Masotta, Carlos Espartaco, Jaimito Cohen, José Carlos Peroni y Yoel Novoa.
El rodaje se llevó a cabo en distintas locaciones reales de la ciudad de Buenos Aires, entre ellas el Bar Moderno, Bar Lugano, Bar Victoria, Bar La Flor de San Telmo y la Cooperativa El Hogar Obrero.
La banda sonora original fue compuesta en su totalidad por el grupo de blues rock Manal, marcando la primera ocasión en que una banda de rock argentina participó íntegramente en la composición musical de una producción cinematográfica nacional. En un principio, la música había sido encargada al compositor Roberto Lar, quien finalmente declinó en favor del trío. El tema central de la película, “Estoy en el infierno”, fue improvisado en el estudio de Tagliani y más tarde regrabado en los estudios Phonal. Asimismo, Manal compuso “Tema del Moderno” y “Seigmund’s Zoo”, mientras que el resto de las piezas, climas y efectos sonoros se generaron a partir de improvisaciones, siguiendo las indicaciones de Ricardo Becher.

## Años en Europa y fallecimiento
Con el recrudecimiento de la violencia institucional en Argentina durante la década de 1970, Sergio Mulet se trasladó a España, donde continuó su carrera en el ámbito cinematográfico como actor y, además, trabajó como guardaespaldas. En los años noventa colaboró como cronista de boxeo para la revista española Cuadrilátero. No obstante, se conserva escasa información documentada sobre este período de su vida en Europa, en particular respecto a sus actividades literarias y personales.
En 2007, Sergio Mulet fue asesinado a puñaladas en Rumania por su esposa Nicole, en circunstancias que nunca fueron completamente esclarecidas. Su cuerpo fue hallado por Interpol tras una búsqueda que se prolongó durante tres años. Su muerte pasó desapercibida para los medios argentinos, pero no en España, donde había residido en las décadas previas.

## Legado y rescate
Sergio Mulet, junto con los colectivos literarios Opium y Sunda, formó parte de una generación de escritores que adoptó una actitud de ruptura frente a los discursos literarios, culturales y sociales dominantes en la Argentina de las décadas de 1960 y 1970. Su producción, al igual que la de estos grupos, se caracterizó por una narrativa y una poética de tono confesional, testimonial y centrada en las vivencias personales, con escaso interés por las estructuras narrativas tradicionales o el desarrollo de una trama lineal. Los denominados "beatniks criollos" cultivaron una práctica deliberadamente marginal y contracultural, rechazando la idea de construir una carrera literaria convencional y oponiéndose a las imposiciones tanto de la academia como del mercado editorial. La escritura funcionó, en este contexto, como espacio de resistencia estética y vital, articulada a partir de una experiencia bohemia y urbana que privilegió la inmediatez, el inconformismo y la expresión de una subjetividad colectiva.
Tanto la obra como la figura de Sergio Mulet, al igual que las de sus contemporáneos, permanecieron durante décadas al margen del canon literario argentino. Sin embargo, en años recientes se produjo un proceso de rescate y puesta en valor de aquella expresión contracultural y de los escritores vinculados a los grupos Opium y Sunda. Esta revalorización estuvo impulsada por investigaciones y ensayos como Argentina Beat: Derivas literarias de los grupos Opium y Sunda (1963-1969), de Federico Barea (2016), y por producciones audiovisuales como el documental Opium, la Argentina Beatnik (2014), dirigido por Diego Arandojo. Asimismo, la exposición Déjalo Beat, organizada por el Museo del Libro y de la Lengua, contribuyó a la recuperación y visibilización de estas experiencias, rescatando textos, imágenes y testimonios de quienes integraron aquel movimiento. Paralelamente, la película Tiro de Gracia continuó siendo exhibida en festivales y muestras especializadas, consolidándose como una producción de culto dentro de la cinematografía argentina de los años sesenta.

## Producción artística

### Obra
- 5 Cuentos 5 Xilografías (1964) [Cuentos] – Talleres Bosolino Sabbatini
- Soy tu patrón (1966) [Cuentos] – Montanari Editores
- Tiro de gracia (1969) [Novela] – Ediciones del Mediodía
- El sueño y la memoria (1977) [Teatro]

### Filmografía
- Setenta veces siete (1962) [Largometraje] – Actor
- Crimen (1962) [Cortometraje] – Guionista
- Racconto (1963) [Largometraje] – Actor y guionista
- Tiro de Gracia (1969) [Largometraje] – Actor protagónico y coguionista